# Polylepiscus trimaculatus
Polylepiscus trimaculatus är en mångfotingart som beskrevs av Hoffman 1954. Polylepiscus trimaculatus ingår i släktet Polylepiscus och familjen Aphelidesmidae. Inga underarter finns listade i Catalogue of Life.